# محاصره ارتریا

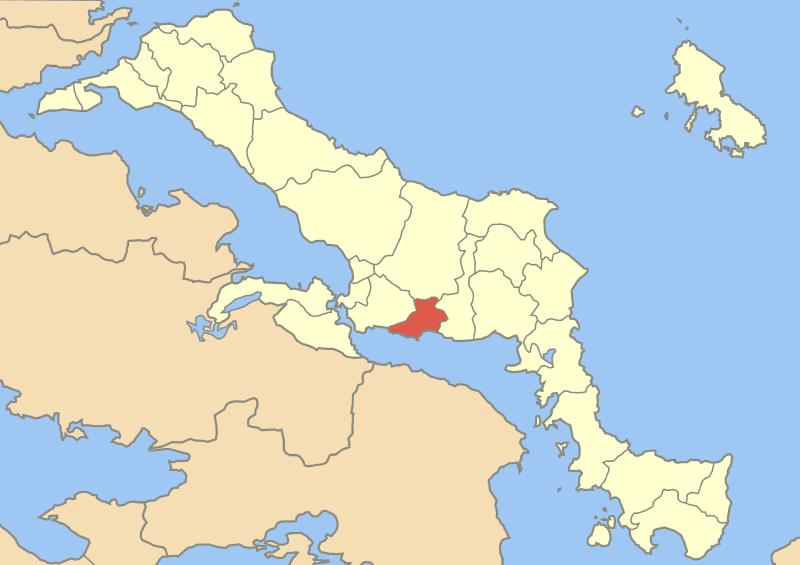
محل محاصره ارتریا

محاصره ارتریا (انگلیسی: Siege of Eretria) نبردی بود که در ۴۹۰ سال پیش از میلاد و پیرو جنگ‌های ایران و یونان روی داد. در این جنگ هخامنشیان پیروز شدند.